# Mycalesis langi
Mycalesis langi är en fjärilsart som beskrevs av Holland 1920. Mycalesis langi ingår i släktet Mycalesis och familjen praktfjärilar. Inga underarter finns listade i Catalogue of Life.